# Curtiss Falcon
Curtiss Falcon («сокіл») — серія літаків-біпланів, що вироблялися у США компанією Curtiss протягом 1920-х років. Більшість з цих машин стояли на озброєнні Повітряного корпусу армії США (позначалися O-1), решта — на озброєнні багатьох країн світу, зокрема Бразилії, Чилі, Колумбії, Перу, Болівії і Філіппін. Виробництво розпочалося в 1924 та припинилося в 1937 році. Ці літаки брали участь в конституціоналістській (паулістській) революції в Бразилії (використовувалися силами Сан-Паулу) та в Чакській війні (використовувалися Болівією).